# Aleksandar Živković
Aleksandar Živković - em sérvio, Александар Живковић (Nis, 28 de julho de 1977) - é um futebolista profissional sérvio que atua como meia.

## Carreira
Aleksandar Živkovic representou a Seleção Sérvia de Futebol nas Olimpíadas de 2008. Foi um dos convocados acima de 23 anos no elenco, tendo inclusive chegado a defender por duas vezes, em 2001, a extinta Seleção Iugoslava de Futebol.